# Liste der Bilder von Wolf Vostell
Der deutsche Künstler Wolf Vostell (1932–1998) hat von 1952 bis 1998 Bilder geschaffen. Die Bilder befinden sich in Museen und Privatsammlungen weltweit.

## Hintergrund
Der Koreakrieg, Zweiter Weltkrieg, Holocaust, Weltpolitik, Mauerbau, Deutsche Teilung, Vietnamkrieg, Rassismus, Kalter Krieg, Zweiter Golfkrieg sowie gesellschaftliche, und historische Ereignisse waren Themen seiner Bilder. Seit 1958 integrierte Wolf Vostell Fernsehgeräte in seine Bilder. Eine Neigung zu spanischen Themen ist in seinem Werk zu erkennen.

## Liste der Bilder (Auswahl)
- 1953: Korea Massaker, Gouache auf Papier. Museum Fluxus Plus
- 1953: Korea, Gouache auf Papier.
- 1953: Kriegskreuzigung, Gouache auf Papier.
- 1953: Kriegskreuzigung II, Öl auf Leinwand.
- 1953: Flugzeug, Aquarell.
- 1953: Das Paar, Aquarell.
- 1953: Familie, Gouache auf Papier.
- 1953: Flucht, Aquarell.
- 1954: Fall and Rise and Fall, Dé-coll/age, 39,5×64,5 cm.
- 1954: TE, Dé-coll/age.
- 1955: EV, Dé-coll/age.
- 1955: Autobus 24, Dé-coll/age.
- 1957: Judo Karate, Dé-coll/age, 50×20 cm.
- 1957: Bon Danseur, Dé-coll/age, 40×30 cm.
- 1958: OR, Mischtechnik, 40×60 cm.
- 1958: Club du K.C., Dé-coll/age, 30×40 cm, Staatsgalerie Stuttgart
- 1958: Hommage an Cassandre, Dé-coll/age, 180×200 cm. Sammlung Domnick, Staatsgalerie Stuttgart.
- 1958: ET, Dé-coll/age, 150×180 cm.
- 1958: Zyklus Guadalupe, Öl auf Leinwand, verschiedene Titel, verschiedene Formate.
- 1958: Zyklus Transmigración, verschiedene Objekte, verschiedene Techniken, verschiedene Formate.
- 1958: Transmigración (I-III), Zyklus Transmigración, Ölfarbe, Dé-coll/age, Leinwand, TV-Gerät, 92 × 100 × 39 cm. Transmigración I Museum Fluxus Plus, Transmigración II Zentrum für Kunst und Medientechnologie, Transmigración III Museo Vostell Malpartida
- 1958: TV-dé-coll/age Nr. 1, 6 TV-Geräte hinter weißer Leinwand mit 6 Schlitzen (Rekonstruktion 1988).
- 1959: La Boda, Dé-coll/age.
- 1959: Zyklus Oszillographien, S/W Fotografien von Lissajous-Figuren.
- 1959: TV-dé-coll/age Ereignisse für Millionen, Partitur, Mischtechnik.
- 1959: TV-dé-coll/age für Millionen, S/W Fotografien von TV-Verwischungen und elektronischen Verzerrungen (vom TV-Bildschirm fotografiert).
- 1959: Das große R, Dé-coll/age, 40×50 cm.
- 1959: Amiq, Zyklus Transmigración, Dé-coll/age, 40×40 cm.
- 1959: ASA, Zyklus Transmigración, Dé-coll/age, 60×73 cm.
- 1960: Gui, Zyklus Transmigración, Dé-coll/age, 45×66 cm.
- 1960: 75 Bd. du M, Dé-coll/age, 90×90 cm
- 1960: Rue de Rosiers, Dé-coll/age, 100×100 cm.
- 1960: Ceres, Dé-coll/age, 220×160 cm.
- 1960: Rue de Buci, Dé-coll/age, 130×100 cm. Dortmunder U
- 1960: Anti-process II, Dé-coll/age.
- 1961: A los Toros, Dé-coll/age, 120×200 cm. Sammlung Gino Di Maggio, Fondazione Mudima Mailand.
- 1961: Kceres, Dé-coll/age.
- 1961: Oreo 8, Dé-coll/age.
- 1961: Große Sitzung mit Da, Dé-coll/age, 240×140 cm. FRAC
- 1961: Ihr Kandidat, Dé-coll/age auf Hardfaser, 140×200 cm. Haus der Geschichte der Bundesrepublik Deutschland
- 1961: Coca-Cola, Dé-coll/age, 200×300 cm. Museum Ludwig, Köln.
- 1961: Verwischung I, Verwischung, 34×52 cm.
- 1961: Verwischung II, Verwischung, 34×52 cm.
- 1961: Verwischung III, Verwischung, 34×52 cm.
- 1961: Newsweek, Verwischung.
- 1961: Herr K, Verwischung.
- 1961: Time I, Verwischung.
- 1961: Time II, Verwischung.
- 1961: La Gréve, Verwischung, 35×52 cm.
- 1961: Time Kennedy, Verwischung, 30×40 cm.
- 1961: Betonplatte, Verwischung, 50×70 cm.
- 1961: Bernauer Straße Berlin, Verwischung, 52×36 cm.
- 1961: In Berlin, Verwischung, 52×36 cm.
- 1961: 17. Juni 1953, Verwischung, 52×36 cm.
- 1961: Constantine, Mischtechnik. Museum Bochum – Kunstsammlung
- 1962: Dé-coll/age Manifest, Fotografien.
- 1962: Zyklus Kleenex, Verwischungen, verschiedene Objekte, verschiedene Formate.
- 1962: Eisenhower & De Gaulle, Zyklus Kleenex, Verwischung, zerbrochene Glühlampe, 30×40 cm.
- 1962: Lenin, Zyklus Kleenex, Verwischung, zerbrochene Glühlampe, 30×40×12 cm.
- 1962: Stalin, Zyklus Kleenex, Verwischung, zerbrochene Glühlampe, 30×40×12 cm.
- 1962: Fluxus-Concert, Wiesbaden 1962, Kleenex (Partitur und Dokumentation vom 14. September 1962), Verwischung, Fotos, Glühlampen.
- 1962: Las Ramblas, Dé-coll/age, 120×80 cm.
- 1962: Novillada, Dé-coll/age, 100×80 cm.
- 1962: Fiestas de la Merced, Dé-coll/age, 220×160 cm. Sammlung Cremer.
- 1962: Salon de Mayo, Schloss Morsbroich
- 1962: Harlem Globetrotters, Dé-coll/age, rote Baustellenlampe, 200×140 cm, Sammlung Schweisfurth.
- 1962: De Gaulle, Zyklus Kleenex, Verwischung.
- 1962: Marilyn Monroe, Dé-coll/age, Verwischung, rotes Telefon, 200×140 cm. Neue Galerie
- 1962: The Large Weekend, Verwischung, 90×120 cm.
- 1962: An Album of Intrigue, Verwischung auf Papier und Leinwand, 90×120 cm.
- 1962: Contergan Mad Special & 2 TV, Dé-coll/age, Verwischung, 200×140 cm.
- 1962: Put Finger In, Dé-coll/age, Verwischung, verschiedene Objekte auf Leinwand, 145×190 cm. Schloss Morsbroich
- 1963: Fidel Castro, Verwischung, 160×120 cm.
- 1963: Marilyn Idolo, Dé-coll/age, Verwischung, 157×122 cm. Museum Moderner Kunst Stiftung Ludwig Wien
- 1963: K2r, Dé-coll/age, Verwischung, 200×140 cm.
- 1963: The first kiss, Verwischung, 200×150 cm.
- 1963: The Buchers International & Co., Verwischung, 200×140 cm.
- 1963: Budapest Horrors, Verwischung, 200×140 cm.
- 1963: Les Défiles, Verwischung.
- 1963: OAS Salan, Verwischung.
- 1964: Zyklus Phaenomene, verschiedene Techniken, verschiedene Formate.
- 1964: Kennedy vor Corham, Verwischung auf emulsionierter Leinwand, 125×450 cm.
- 1964: Jackie crawled for help, Verwischung.
- 1964: Coca Cola II, Verwischung.
- 1964: You are Leaving the American Sector, Verwischung auf emulsionierter Leinwand. 120×450 cm. Museum Folkwang
- 1964: Wir waren so eine Art Museumsstück, Siebdruck, Spraydosenfarbe, Verwischung auf emulsionierter Leinwand, 123×450 cm. Berlinische Galerie
- 1964: Eine Autofahrt Köln-Frankfurt auf überfüllter Autobahn kostet mehr Nerven als eine Woche angestrengt arbeiten, Siebdruck, Spraydosenfarbe, Verwischung auf emulsionierter Leinwand, 123×450 cm. Ludwig Forum für Internationale Kunst
- 1964: Happening-Partituren zum Happening In Ulm, um Ulm und um Ulm herum, verschiedene Techniken, verschiedene Formate.
- 1964: You-Happening, N.Y. Polaroid-Fotografien vom Farb-TV-Bildschirm, TV-Verfremdungen.
- 1964: Dé-coll/age Le Figaro, Zeitung, TV-Gerät. Museo Vostell Malpartida.
- 1965: Autounfall, Verwischung, Haare, 40×50 cm.
- 1965: Autounfall II, Verwischung.
- 1965: Beatles, Verwischung.
- 1965: Peter Fechter, Verwischung auf emulsionierter Leinwand, Spraydosenfarbe, Siebdruck auf Leinwand, Glühlampe mit rundem Reflektor (ursprünglich runder Heizsonnenreflektor), 200×125 cm. Ludwig Forum für Internationale Kunst
- 1966: Kennedy am Strand, Siebdruck auf Leinwand, Verwischung, 120×200 cm. Hamburger Kunsthalle
- 1966: Wochenspiegel Beatles, Dé-coll/age, 190×140 cm. Saarlandmuseum
- 1966: Livio, Dé-coll/age, 220×160 cm. Dortmunder U
- 1966: Papst Pius, Verwischung.
- 1966: Hommage an Köln, Verwischung, 65×100 cm.
- 1967: Hanns Sohm, Verwischung, 70 × 70 cm. Archiv Sohm, Staatsgalerie Stuttgart
- 1967: Dutschke, Verwischung auf emulsionierter Leinwand, Lasur, Acryl, 100×100 cm. Haus der Geschichte der Bundesrepublik Deutschland
- 1967: L.B.J. (Lyndon B. Johnson), Verwischung auf emulsionierter Leinwand, Lasur, Acryl, 100×100 cm.
- 1967: Leningrad, Verwischung auf emulsionierter Leinwand, Acryl, 121×181 cm.
- 1967: H. Lübke, Acryl, Siebdruck auf emulsionierter Leinwand, Verwischung, 100×100 cm.
- 1967: Benno Ohnesorg, Verwischung auf emulsionierter Leinwand, Lasur, Acryl, 100×100 cm.
- 1967: Vietcong, Verwischung auf emulsionierter Leinwand, Lasur, Acryl, 100×100 cm.
- 1967: Konrad Adenauer, Acryl, Siebdruck auf emulsionierter Leinwand, Verwischung, 120×120 cm. Museum Ludwig, Köln.
- 1967: Vorschlag für die Kölner Domumgebung, Fotomontage.
- 1967: Alabama Burning, Beton auf Fotografie.
- 1967: Anbau des Aachener Doms, Fotomontage. Ludwig Forum für Internationale Kunst
- 1967: Hommage á Lidice, verschiedene Objekte auf Leinwand, übermalte Tragetasche.
- 1967: Goethe heute, Verwischung auf emulsionierter Leinwand, transparente Plastikschläuche, Erbsen, Tennisschuh, Teller auf zweiter Leinwand, durch Plastikschläuche mit Bild verbunden, 125×350 cm. Sprengel Museum Hannover
- 1968: Jayne Mansfield, Verwischung, Dé-coll/age, 200×140 cm. Sammlung René Block
- 1968: Sophie Scholl, Verwischung, 150 × 90 cm.
- 1968: Hours of Fun, Verwischung, Dé-coll/age, verschiedene Objekte, 200×140 cm. Berlinische Galerie
- 1968: Nürnberg, Verwischung auf emulsionierter Leinwand, 120×120 cm.
- 1968: Heinrich Albertz, Verwischung, 100×100 cm. Dortmunder U
- 1968: Der grüne Sessel, Verwischung auf emulsionierter Leinwand, Lasur, Acryl, 115×180 cm.
- 1968: Che Guevara, Verwischung auf emulsionierter Leinwand, Lasur, Acryl, 100×100 cm.
- 1968: Miss America, Verwischung, Acryl, Lasur, Siebdruck auf emulsionierter Leinwand, 200×120 cm. Museum Ludwig, Köln.
- 1968: Flower Power, Verwischung auf emulsionierter Leinwand, Lasur, Verwischung, 125×200 cm. Städelsches Kunstinstitut
- 1968: Zyklus Umfunktionierungen, verschiedene Techniken, verschiedene Formate.
- 1968: Jetzt sind die Deutschen wieder Nr. 1 in Europa, Zyklus Umfunktionierungen, 2 Schichtenbild (1. Schicht: Verwischung auf emulsionierter Leinwand und Siebdruck, 2. Schicht: Siebdruck auf Plexiglas), 120×200 cm. Germanisches Nationalmuseum
- 1968: So leben wir Abend für Abend vor dem Fernsehschirm, Zyklus Umfunktionierungen, 2 Schichtenbild (1. Schicht: Verwischung auf emulsionierter Leinwand und Siebdruck, 2. Schicht: Siebdruck auf Plexiglas), 125×200 cm. Staatliche Sammlungen München.
- 1968: Brecht dem Schütz die Gräten, alle Macht den Räten, Zyklus Umfunktionierungen, 2 Schichtenbild (1. Schicht: Verwischung auf emulsionierter Leinwand und Siebdruck, 2. Schicht: Siebdruck auf Plexiglas), 125×200 cm.
- 1968: Kaum hatte er sich an das zweite Herz gewöhnt, bekam er auch schon das dritte, Zyklus Umfunktionierungen, 2 Schichtenbild (1. Schicht: Verwischung auf emulsionierter Leinwand und Siebdruck, 2. Schicht: Siebdruck auf Plexiglas), 125×200 cm. Kunsthalle zu Kiel
- 1968: Für die Dauer des Mittag- und Abendessens ist das Rauchen im Speisewagen unerwünscht, Zyklus Umfunktionierungen, 2 Schichtenbild (1. Schicht: Verwischung auf emulsionierter Leinwand und Siebdruck, 2. Schicht: Siebdruck auf Plexiglas), 125×200 cm.
- 1968: Nur Die, Siebdruck, Verwischung, Nylonstrümpfe, Strumpfpackung, 113 × 102,7 cm.
- 1968: Nur die 1, Siebdruck, Verwischung, Nylonstrümpfe, Strumpfpackung, 121 × 88,5 cm.
- 1968: Nur die 1, Siebdruck, Verwischung, Nylonstrümpfe, Strumpfhalter, Strumpfpackung, 113 × 102,7 cm.
- 1968: Nur Die, Siebdruck, Verwischung, Nylonstrümpfe, Strumpfpackung.
- 1968: Nur Die, Siebdruck, Verwischung, Nylonstrümpfe, 93 × 125 cm.
- 1968: Nur Die, Siebdruck, Verwischung, Nylonstrümpfe, 90 × 125 cm.
- 1968: Projekt für den Anbau der Nationalgalerie in Berlin, Fotomontage.
- 1969: B 52 in Beton, Beton-Relief auf Fotografie.
- 1969: Projekt T / N Raffaello in Beton, Beton-Relief auf Fotografie.
- 1970: Paris in Beton, Beton-Relief auf Fotografie.
- 1970: Lower Manhattan in Beton, Beton-Relief auf Fotografie.
- 1970: Projekt: Museum XX. Jahrhundert auf einem Kölner Autobahnkreuz, Fotomontage.
- 1970: BRD in Beton, Beton-Relief auf Fotografie.
- 1971: Museum der 2. Hälfte des XX. Jahrhunderts für Köln, Bleistift und Fotografie auf Karton.
- 1971: Betonierung einer Rheinischen Industrielandschaft, Beton-Relief auf Fotografie.
- 1971: Zyklus Dokumentation zum Happening Salat (Tafeln), Fotografien, Texte.
- 1971: Zyklus Vietnam Symphonie / Desastres de la Guerra (VS / DDLG) verschiedene Objekte, verschiedene Techniken, verschiedene Formate.
- 1971: Basel in Beton, Beton-Relief auf Fotografie.
- 1971: Ankunft der Betonwolke aus Chicago in Zürich, Beton-Relief auf Fotografie.
- 1972: Zyklus T.O.T., Technological Oak Tree, verschiedene Techniken, verschiedene Formate.
- 1972: Olympia-Theke / Beton-Theke, Beton-Relief auf Fotografie, 85×125 cm.
- 1972: Berliner Mauer-Beton Manschette, Beton-Relief auf Fotografie.
- 1973: Zyklus Mania, Quellen zum Environment Mania, Bleistift, Zeitschriften, verschiedene Objekte, 120×100 cm.
- 1973: Zyklus Berlin Fieber, verschiedene Techniken, verschiedene Formate.
- 1973: Berlin Fieber V, Zyklus Berlin Fieber, Verwischung auf emulsionierter Leinwand, Lasur, Bleifolie, Teller an Schnur, 130×220 cm. Rheinisches Landesmuseum Bonn
- 1973: Zyklus Mania, Objektkästen, Bleistift auf Fotografien, Verwischung, verschiedene Objekte.
- 1973: Zyklus Calatayud, Objektkästen, Bleistift, Aquarell, Fotografie, Bleifolie, 30×40×12 cm. Sammlung Gino Di Maggio, Fondazione Mudima Mailand.
- 1973: Zyklus Energie, Acryl, Beton, Tennisbälle.
- 1974: Zyklus Inferno, Fotografien, Bleistücke, Sicheln.
- 1974: Happening Dokumentation, Happening Berlin Fieber, Hammer, Sichel, Salz, Leinentuch, Bleifolie, weitere Objekte, 130× 220 cm.
- 1974: Zyklus Erdbeeren, verschiedene Techniken, verschiedene Formate.
- 1974: Erdbeeren, bedruckte Bleifolie, TV-Gerät, medizinisches Anschauungsmodell, verschiedene Objekte.
- 1975: Projekt für ein Museum für Deutsche Kunst nach 1945 in Bonn, Fotografie, Plastikschlauch, Eisenring.
- 1975: Zyklus Nuit de Beton, Aquarell auf Karton, Fotografien, Betonteile, 73×102 cm.
- 1975: Zyklus La Quinta del Sordo, Aquarell auf Karton, Brikett.
- 1975: Zyklus Extremadura, Acryl auf emulsionierter Leinwand, Bleifolie, verschiedene Objekte, 200×200 cm.
- 1975: Yuste, Zyklus Extremadura, Acryl, emulsionierte Leinwand, Brikett, Bleifolie, 200×200 cm. Haus der Geschichte der Bundesrepublik Deutschland
- 1975: Cáceres, Zyklus Extremadura, Acryl, emulsionierte Leinwand, Brikett, Bleifolie, 200×200 cm.
- 1975: Malpartida, Zyklus Extremadura, Acryl, emulsionierte Leinwand, Brikett, Bleifolie, 200×200 cm.
- 1975: Trujillo, Zyklus Extremadura, Acryl, emulsionierte Leinwand, Brikett, Bleifolie, 200×200 cm.
- 1975: Guadalupe, Zyklus Extremadura, Acryl, emulsionierte Leinwand, Brikett, Bleifolie, 200×200 cm.
- 1975: Alcantara, Zyklus Extremadura, Acryl, emulsionierte Leinwand, Brikett, Bleifolie, 200×200 cm.
- 1975: Hervas, Zyklus Extremadura, Acryl, emulsionierte Leinwand, Brikett, Bleifolie, 200×200 cm.
- 1975: Badajoz, Zyklus Extremadura, Acryl, emulsionierte Leinwand, Brikett, Bleifolie, 200×200 cm.
- 1975: Zyklus Fandango, überarbeitete Fotografien, Aquarell auf Karton, Hämmer, Automobil-Türen, Teile von Automobil-Karosserie, verschiedene Formate. Sammlung Gino Di Maggio, Fondazione Mudima Mailand.
- 1976: Zyklus Regen, verschiedene Techniken, verschiedene Formate.
- 1976: Carlos V (nach Tizian), Zyklus Regen, Acry, Fotografie auf emulsionierter Leinwand, Bleifolie, Kupferkabel, Armbandradio, 130×110 cm. Sprengel Museum Hannover
- 1976: La Vénus d'Urbin (nach Tizian), Zyklus Regen, Acryl auf Fotografie, Sense, 157,5×133 cm.
- 1976: Danae (nach Tizian), Zyklus Regen, Acry, Fotografie auf emulsionierter Leinwand, Kreissäge, 133×157 cm.
- 1976: Fluxus-Musik Für DADA-Berlin, Fotografie mit Text: Einen ausgebrannten Schlafwagen mit Schuhen füllen.
- 1976: Selbstportrait, Zyklus Regen, Nr. 7, Acryl, Fotografie auf emulsionierter Leinwand, Fotoapparat, Bleifolie, 157×133 cm. Sparkasse Bochum
- 1976: Zyklus VOAEX, Zeichnungen, Aquarelle, Fotografien, verschiedene Objekte, 73×102 cm. Museo Vostell Malpartida
- 1977: Der Russische Arm, Arm einer Schaufensterpuppe, Armbanduhren. Berlinische Galerie
- 1977: Der verletzte Mensch, Bleifiguren. Deutscher Entwicklungsdienst
- 1977: Zyklus Das Ei, Holzeier, Blei. Sammlung Gino Di Maggio, Fondazione Mudima Mailand.
- 1977: Zyklus Das Ei, Projektzeichnungen, Fotografie, Gouache, Schlauch, Karton, Holzeier, Schnur, 120×100 cm.
- 1977: Der Tote der Durst hat Nr. 1, Acryl auf Leinwand, Säge, 210×198×8 cm.
- 1977/1989: Gehirn als Videokamera, Fotomontage.
- 1977: Zyklus Der Tote der Durst hat, überarbeitete Fotografien, Teller, verschiedene Objekte.
- 1977: Los Barruecos, Acryl, Bleifolie auf Fotografie, 200×200 cm.
- 1978: Zyklus Endogene Depression, verschiedene Techniken, verschiedene Formate.
- 1978: Der Tote der Durst hat, Acryl, Kohle auf Leinwand, Fotoapparat, toter Vogel, 190×200 cm.
- 1978: Fluxus Memorial für George Maciunas (New York, Köln, Wiesbaden), Verwischung, Fotos, Objekte.
- 1978: Zyklus Der Tote der Durst hat, 3-teilig, Acryl auf Leinwand, Schaufensterpuppe, Gasmaske, TV-Gerät, verschiedene Objekte, 200×300×15 cm. Ministere de la Culture et Communication Fonds National d'Art Contemporain.
- 1979: Zyklus Jesus-Variationen, Acryl, Beton, Verwischung auf emulsionierter Leinwand, Fotoapparate, 54×44×10 cm.
- 1979: Zyklus Hamlet, Skizzen, Szenenbilder, verschiedene Techniken, verschiedene Formate.
- 1980: Die Fluxisten sind die Neger der Kunstgeschichte, Verwischung auf emulsionierter Leinwand, Tierpräparat (Wolf), TV-Gerät, Bleifolie, Fotoapparate, Kleiderstücke, Ast, 190×240×50 cm. Sammlung Gino Di Maggio, Fondazione Mudima Mailand.
- 1980: Zyklus Johanna die Wahnsinnige, verschiedene Techniken, verschiedene Formate.
- 1980: Las cosas del querer están llenas de misterio, Zyklus Johanna die Wahnsinnige, Acryl auf Leinwand, Triptychon, 185×405 cm.
- 1980: Meine Kämme sind aus Zucker,  Zyklus Johanna die Wahnsinnige, Acryl auf Leinwand, Triptychon, 185×404 cm. Neue Nationalgalerie
- 1980: Mas agua,  Zyklus Johanna die Wahnsinnige, Acryl auf Leinwand, Triptychon, 180×405 cm.
- 1981: Die Steine (aus Fluxus-Zug), Telefonapparate, Knochen, Kohlensäcke auf Holz, Triptychon, 243×567×30 cm.
- 1981: Zyklus Die Engel (aus Fluxus-Zug), verschiedene Techniken, verschiedene Formate.
- 1981: Angeloi, Zyklus Die Engel (aus Fluxus-Zug), Acryl auf Leinwand, Plastik-Koteletts, 190×290 cm.
- 1981: Archai, Zyklus Die Engel (aus Fluxus-Zug), Acryl auf Leinwand, Plastik-Koteletts, 190×290 cm.
- 1981: Archangelo, Zyklus Die Engel (aus Fluxus-Zug), Acryl auf Leinwand, Plastik-Koteletts, 190×290 cm.
- 1982: Die Musik der Engel, Acryl auf Leinwand, 5 Kassetten-Recorder mit Musik aus der Fluxus-Oper Der Garten der Lüste, 5 Plastik-Koteletts, 220×160 cm.
- 1982: Kreuzabnahme, Acryl auf Leinwand.
- 1982: Zyklus Siberia Extremeña, Kupferplatten, verschiedene Objekte auf Leinwand, verschiedene Formate. 190×245 cm.
- 1982: Isaac Cardoso, Zyklus Siberia Extremeña, Acryl auf Leinwand, 190×240 cm. Museo de Cáceres.
- 1982: Die Schlacht von Anghiari, Acryl auf Leinwand, Beton, Knochen, Sichel, Hand einer Schaufensterpuppe, Triptychon, 274×603 cm. Berlinische Galerie
- 1982: Die Schlacht von Anghiari (Version II), Acryl auf Leinwand.
- 1982: Zyklus Akt, die Treppe herunter- und heraufkriechend , verschiedene Techniken, verschiedene Formate.
- 1982: Akt, die Treppe herunter- und heraufkriechend I, Acryl auf Leinwand.
- 1982: Akt, die Treppe herunter- und heraufkriechend II, Acryl auf Leinwand.
- 1982: Akt, die Treppe herunter- und heraufkriechend III, Acryl auf Leinwand.
- 1983: Taxistand, Acryl auf Leinwand, Triptychon, 240×570 cm.
- 1983: Zyklus Beton-Tango, verschiedene Techniken, verschiedene Formate.
- 1983: Beton-Tango I, Zyklus Beton-Tango, Acryl auf Leinwand, 240×190 cm.
- 1983: Beton-Tango II, Zyklus Beton-Tango, Acryl auf Leinwand, 240×190 cm.
- 1983: Beton-Tango III, Zyklus Beton-Tango, Acryl auf Leinwand, 240×190 cm.
- 1983: Demoiselles D'Avignon (nach Pablo Picasso), Acryl, Beton-Relief auf Leinwand, 245×235 cm. Musée d’art moderne de la Ville de Paris
- 1983: España, Fächer, Taschenmesser auf Holz.
- 1984: Zyklus Metamorphosen, Acryl auf Leinwand, verschiedene Formate.
- 1984: Zyklus Spanierinnen, Acryl auf Leinwand, verschiedene Formate.
- 1984: Tanguillos, Zyklus Spanierinnen, Acryl auf Leinwand, 165×107 cm.
- 1984: Seguidillas, Zyklus Spanierinnen, Acryl auf Leinwand, 170×107 cm.
- 1984: Metamorfosis America Latina, Acryl auf Leinwand, Triptychon, 245×579 cm.
- 1984: Caracoles, Acryl auf Leinwand, 165×110 cm.
- 1985: Zyklus Majas, verschiedene Techniken, verschiedene Formate.
- 1985: Beton-Sofa, Acryl auf Holz, Betonteile, 160×105 cm.
- 1985: Duquesa de Alba I, Acryl auf Leinwand, 130×97 cm.
- 1985: Duquesa de Alba II, Acryl auf Leinwand, 120×160 cm.
- 1985: Die rote Zunge, Acryl auf Leinwand, 130×162 cm.
- 1985: Die vier Andalusischen Prinzipien, Acryl auf Leinwand. Hochheimer Kunstsammlung.
- 1985: TV-dé-coll/age, Rekonstruktion / Version für ARCA Marseille 1985, 20 TV-Geräte, 20 Schlitze in Leinwand, Wäschestücke, 3×15 Meter.
- 1985: Zyklus Das Begräbnis der Sardine, verschiedene Techniken, verschiedene Formate.
- 1985: Das Begräbnis der Sardine, Acryl, Beton auf Leinwand, Triptychon, 250×380 cm. Museo Vostell Malpartida
- 1985: Doña Mercedes, Acryl auf Leinwand, 165×107 cm.
- 1985: Maja II, Acryl auf Leinwand, 130×162 cm.
- 1986: Milonga, Acryl auf Leinwand, Triptychon, 190×510 cm.
- 1986: Zyklus Milonga, Acryl, Beton auf Leinwand, verschiedene Formate.
- 1986: Das Begräbnis der Sardine, Zyklus España, Traktorreifen, Gitarre, Stierhorn, 170×170×75 cm.
- 1986: Die Billard-Mädchen, Acryl, Beton auf Leinwand, Diptychon, 240×380 cm. Museo Vostell Malpartida
- 1987: Zyklus La Tortuga, Acryl auf Fotografie, Eisenplatte, verschiedene Techniken, verschiedene Formate.
- 1987: Mythos Berlin, Acryl, Beton auf Leinwand, 2 TV-Geräte, Autotür, Knochen, Triptychon, 290×890 cm. Museo Vostell Malpartida.
- 1987: Zyklus Romerìa, Acryl auf Leinwand, verschiedene Techniken, verschiedene Formate.
- 1988: Zyklus Las Musas, Gouache, verschiedene Formate.
- 1988: Maja in Gold, Acryl und Blattgold auf Leinwand, 130×194 cm.
- 1988: Homenaje a Santiago Amón, Acryl auf Leinwand, 136×186 cm.
- 1988: Tauromaquia en oro, Acryl auf Leinwand, 195×131 cm.
- 1988: Tauromaquia in rot, Acryl, Beton auf Leinwand, 130×190 cm.
- 1988: Holocaust Memorial I, Acryl, Fotografie auf Hartfaserplatte, Granit, Kassetten-Recorder, 260×190×35 cm.
- 1988: Holocaust Memorial II, Acryl, Fotografie auf Hartfaserplatte, Granit, 126×100×16 cm.
- 1988: Schule von Athen, Acryl auf Leinwand, Beton-Objekte, Triptychon, 280×660 cm. Rheinisches Landesmuseum Bonn
- 1988: Tauromaquia mit BMW-Teil, Acryl, Beton auf Leinwand, Kotflügel, 280×223 cm.
- 1989: 6 Millionen, Acryl auf Fotografie, Eisenstück, Marmorstück, 100×102,9 cm.
- 1989: Zyklus Millionen-Kasten, Acryl auf Fotografie, Steine, TV-Geräte, 134×93×37 cm.
- 1989: Rien oder vor aller Augen, Acryl auf Holz, 2 Automobil-Motorhauben, 2 Automobil-Achsen, 1 Automobil-Lenkrad, 2 TV-Geräte, Eisen, Marmor, Foto und weitere Objekte, 5-teilig je 260×196×110 cm.
- 1989: Zyklus Zwei Beton Cadillacs in Form der nackten Maja, übermalte Fotografien, Eisenplatten, verschiedene Formate.
- 1989: Tauromaquia in Gold, Acryl auf Leinwand, 130×190 cm.
- 1989: Liegende in Gold, Acryl, Blattgold, Beton auf Leinwand, 130×190 cm.
- 1989: 9. November 1989 Berlin, Acryl, Spraydosenfarbe, Beton, Blei auf Leinwand, 3 TV-Geräte, Triptychon, 300×600 cm.
- 1990: Zyklus España, Objekte in schwarzen Kästen, verschiedene Objekte, verschiedene Formate.
- 1990: Carlos I y Rodrigo Aleman durante una visita en Coria, Zyklus España, Tierpräparat (Stierkopf), TV-Gerät, 160×160 cm.
- 1990: Chivo, Acryl auf Leinwand, Spraydosenfarbe, Förderschnecke
- 1990: Zyklus The Fall of the Berlin Wall, Acryl, Spraydosenfarbe, Beton, Blei auf Leinwand, TV-Geräte, verschiedene Formate.
- 1990: Zyklus Die Revolution des Konsums, Acryl, Beton, Blei, verschiedene Objekte, 80×60×20 cm.
- 1990: The Fall of the Berlin Wall Nr. 1, Acryl, Spraydosenfarbe, Beton, Blei auf Leinwand, TV-Gerät, Coca-Cola-Dose, 180×220 cm.
- 1990: The Fall of the Berlin Wall Nr. 3, Acryl, Spraydosenfarbe, Beton, Blei auf Leinwand, Glasplatte, TV-Gerät, 180×220 cm.
- 1990: The Fall of the Berlin Wall Nr. 4, Acryl, Spraydosenfarbe, Beton, Blei auf Leinwand, TV-Gerät, Eisenplatte, Sense, 182×220 cm.
- 1990: The Fall of the Berlin Wall Nr. 6, Acryl, Spraydosenfarbe, Beton, Blei auf Leinwand, TV-Gerät, 282×220×30 cm.
- 1990: The Fall of the Berlin Wall Nr. 8, Acryl, Spraydosenfarbe, Beton, Blei auf Holz, Gabeln, Löffel, 180×220 cm.
- 1990: The Fall of the Berlin Wall Nr. 9, Acryl, Spraydosenfarbe, Beton, Blei auf Holz, Teller, 280×220 cm.
- 1990: The Fall of the Berlin Wall Nr. 23, Acryl, Spraydosenfarbe, Beton, Blei auf Holz, Glasplatten, 240×220 cm.
- 1990: Berlin, Acryl auf Holz, Eisenplatten, 3 TV-Geräte, Hammer, Äxte, Gabeln, Löffel, Coca-Cola-Dosen, weitere Objekte, Triptychon, 280×660 cm.
- 1990: Herz aus Stein, Acryl, Stein auf Fotografie.
- 1990: Zyklus Berlinerin, Acryl, Beton, Blei, verschiedene Formate.
- 1990: Zyklus Requiem, Objektkästen, Acryl auf Fotografien, TV-Geräte, Steine, Blei.
- 1990: Le Choc, Acryl, Beton, Fotografie auf emulsionierter Leinwand, TV-Gerät, 2 Masken, Holzbretter, 89×126 cm.
- 1990: Bunker-TV, Acryl, Beton, Blei, Fotografie auf emulsionierter Leinwand, TV-Gerät, 108×124,5 cm.
- 1990: Zyklus Berlin, Acryl, Beton, Blei auf Leinwand, verschiedene Objekte, 60×80 cm.
- 1990: Ein Volk sprengt seine Mauern, Acryl, Beton, TV-Gerät, Gitter auf Holz, 180×180 cm.
- 1990: Rangierbahnhof, Acryl, Fotografie, Modelleisenbahn-Wagons, Nägel, 1 Stein auf Holz.
- 1991: Vor dem Brandenburger Tor, Acryl, Fotografie auf emulsionierter Leinwand, Blei, Eisen, Helm (NVA, Nationale Volksarmee), TV-Gerät, 112×82×84 cm.
- 1991: Betoncadillac mit TV, Acryl, Beton, Blei, Fotografie auf emulsionierter Leinwand, TV-Gerät, 83,5×112×22,5 cm.
- 1991: Tauromaquia mit Violine, Acryl, Blei auf Leinwand, Violine, 185×250 cm.
- 1991: Tauromaquia mit Glühlampen, Acryl, Beton, Blei auf Leinwand, Glühlampen (matt), 185×250 cm.
- 1991: Tauromaquia mit Glühlampen, Acryl, Beton, Blei auf Leinwand, Glühlampen (transparent), 185×250 cm.
- 1991: Aug um Auge, Acryl, Fotografie auf emulsionierter Leinwand, Blei, Barock-Skulptur,  1 Video-Kamera, 1 Video-Monitor, 320×190×65 cm.
- 1991: Mauerpyramide, Acryl auf Fotografien, Helme (NVA), Taschenmesser auf Holz, 240×190 cm. Mauermuseum
- 1991: Tauromaquia en las Hurdes, Acryl auf Leinwand, Taschenmesser, 185×250 cm.
- 1991: L'Arc de Paix/Paris, Acryl, Fotografie auf Holz, Flugzeugmodell (China Airlines) (Verkehrsflugzeug), Holzformen, 160×120×30 cm.
- 1991: L'Arc de Paix/Paris, Acryl, Fotografie auf Holz, 3 Modellflugzeuge (Kampfflugzeug), Holzformen.
- 1991: L'Arc de Paix/Paris, Acryl, Fotografie auf Holz, 3 Modellflugzeuge (Kampfflugzeug), Holzformen.
- 1991: La Habitación Extremeña, Acryl auf Leinwand, Gitarre, Münzen, 250×185×15 cm.
- 1991: Königin Luise von Preußen, Grüner Zyklus, Acryl, Blattgold auf Leinwand.
- 1991: Maja mit blauem Grund, Acryl auf Leinwand, Gitarre.
- 1991: Zyklus Weinende, Acryl, Beton, Blei auf Leinwand oder starken Karton, verschiedene Techniken, verschiedene Formate.
- 1992: Weinende 2, Zyklus Weinende, Acryl, Beton und Blei auf Leinwand, 220×250 cm.
- 1992: Weinende 3, Zyklus Weinende, Acryl, Beton und Blei auf Leinwand. 220×250 cm.
- 1992: Weinende 5, Zyklus Weinende, Acryl, Beton und Blei auf Leinwand, 220×250 cm.
- 1992: Hommage an Anne Frank, Zyklus Weinende, Acryl, Beton, Blei auf Leinwand, 220×250 cm.
- 1992: Bodegon, Acryl auf Gemälde, Teller, Pflugschar, 160×90 cm.
- 1992: Zyklus Berlin-Projekte, Acryl auf Fotografien, verschiedene Objekte, verschiedene Formate.
- 1993: Zyklus Sarajevo, Acryl auf Büttenpapier, 220×220 cm.
- 1993: Arc de Triomphe I, Fotografie auf Holz, Acryl, Bleifolie, künstliches Kaminfeuer, 160×130×30 cm.
- 1993:  Zyklus Majas, Acryl, Beton, Blattgold auf Karton, überarbeitete Fotografien.
- 1993: Zyklus Stierköpfe, Acryl, Beton, Blei, Fotografien auf Karton.
- 1993: Vida = / Y Arte de M.G.O.V., Acryl auf Leinwand, Triptychon, 160×80 cm.
- 1993: Die Umarmung, Acryl, Blattgold auf Leinwand, 185×160 cm.
- 1993: Zyklus Trashumancia, Acryl, Blei, TV-Geräte, verschiedene Objekte auf Holz, 320×280 cm. Museo Vostell Malpartida
- 1993: Letzte Ausfahrt Brooklyn, Zyklus Trashumancia, Acryl, Blei, TV-Gerät, Stacheldraht, Lastwagen-Achse auf Holz, 320×280 cm.
- 1993: Letzte Ausfahrt Tegel, Zyklus Trashumancia, Acryl, Blei, 2 TV-Geräte, 1 Automobil auf Holz, 320×280 cm.
- 1993: Letzte Ausfahrt Sevilla, Zyklus Trashumancia, Acryl, Blei, verschiedene Objekte auf Holz, 320×280 cm.
- 1993: Letzte Ausfahrt Barajas, Zyklus Trashumancia, Acryl, Blei, verschiedene Objekte auf Holz, 320×280 cm.
- 1994: Sarajevo, Spraydosenfarbe, Modellflugzeug, Glasplatte, Einweckglas mit Staubtuch, Stacheldraht, Blei auf Leinwand. Art Gallery of Bosnia and Herzegovina.
- 1994: Projekt Tour Eiffel 2000 a Paris, Fotografie auf Holz, Acryl, Bleifolie, kleine Plastikfernseher.
- 1994: Pont Neuf TV, Fotografie auf Holz, Acryl, Bleifolie, kleine Plastikfernseher.
- 1994: Arc de Triomphe II, Acryl auf Fotografie, 9 TV-Geräte, 7 Pinsel, 1 Palette, 125×184×24 cm. Stadt Sparkasse Köln
- 1994: Stella Seelenfreund, In Memoriam an Schindlers Liste, Holzplatte, Truhe, 6 TV-Geräte, verschiedene Objekte, 477×280×90 cm. Museo Vostell Malpartida
- 1995: A.......Z, Koffer, Gips-Füße, TV-Gerät aus Bronze auf Holz. Museo Extremeño e Iberoamericano de Arte Contemporáneo (MEIAC), Badajoz
- 1995: Zyklus Drei Grazien, verschiedene Techniken, verschiedene Formate.
- 1995: Drei Grazien auf dem Weg zum Ende des XX. Jahrhunderts, Acryl, Beton auf Leinwand, 250×220 cm.
- 1995: Violetter Zyklus, Majas, verschiedene Techniken, verschiedene Formate.
- 1995: Grüner Zyklus, Majas, verschiedene Techniken, verschiedene Formate.
- 1995: Fluxus-Russe, Modellflugzeug, Holzteile, TV-Holzmodelle in den Tragflächen, 157×99,5×8,5 cm.
- 1996: Bodegon, Acryl auf Leinwand, 100×75 cm.
- 1996: Blauer Zyklus, Acryl auf Leinwand, verschiedene Formate.
- 1996: Jesus mit TV-Herz, Fotografie auf Holz, Acryl, TV-Gerät, 60×50×30 cm.
- 1996: Drei Grazien auf dem Weg zum Fest des Ende des XX. Jahrhunderts, Acryl, Beton auf Leinwand, 250×220 cm.
- 1997: Berliner Ausblick No.1, Fotografie, Dollar-Scheine, Mercedes-Stern-Emblem.
- 1997: Hebräische Suite für sieben Violinen, 7 Violinen, 7 Bogen, 7 Teller, 7 Kerzen, 7 Äste.
- 1997: Blaue Maja I, Acryl auf Leinwand, Eisenteile, 160×120 cm.
- 1997: Blaue Maja II, Acryl auf Leinwand, Eisenteile, 165×125 cm.
- 1997: Shoah 1492–1945, Acryl, Beton auf Leinwand, Triptychon, 270×660 cm.
- 1998: Per Gino, 11 TV-Geräte, Reifen von Automobilen, Holzplatte mit Betonschicht. Museo Vostell Malpartida
- 1998: Ritz, Kleiderbügel (Hotel Ritz), Plastiktorso, Dessous, TV-Gerät, Leinwand, 120×120 cm.[1][2][3][4][5][6][7][8][9][10][11][12][13][14][15][16][17][18][19][20][21][22][23][24][25][26][27][28][29][30][31][32][33][34][35][36][37][38][39][40][41][42][43][44][45][46][47][48][49][50][51][52][53][54][55][56][57][58][59][60][61][62][63][64][65][66][67][68][69][70][71][72][73]